# Luis Alberto Monge
Luis Alberto Monge Álvarez (né le 29 décembre 1925 à Palmares de Alajuela, Province d'Alajuela – mort le 29 novembre 2016 à San José[réf. nécessaire]), est un homme d'État, est le président du Costa Rica de 1982 à 1986.

## Biographie

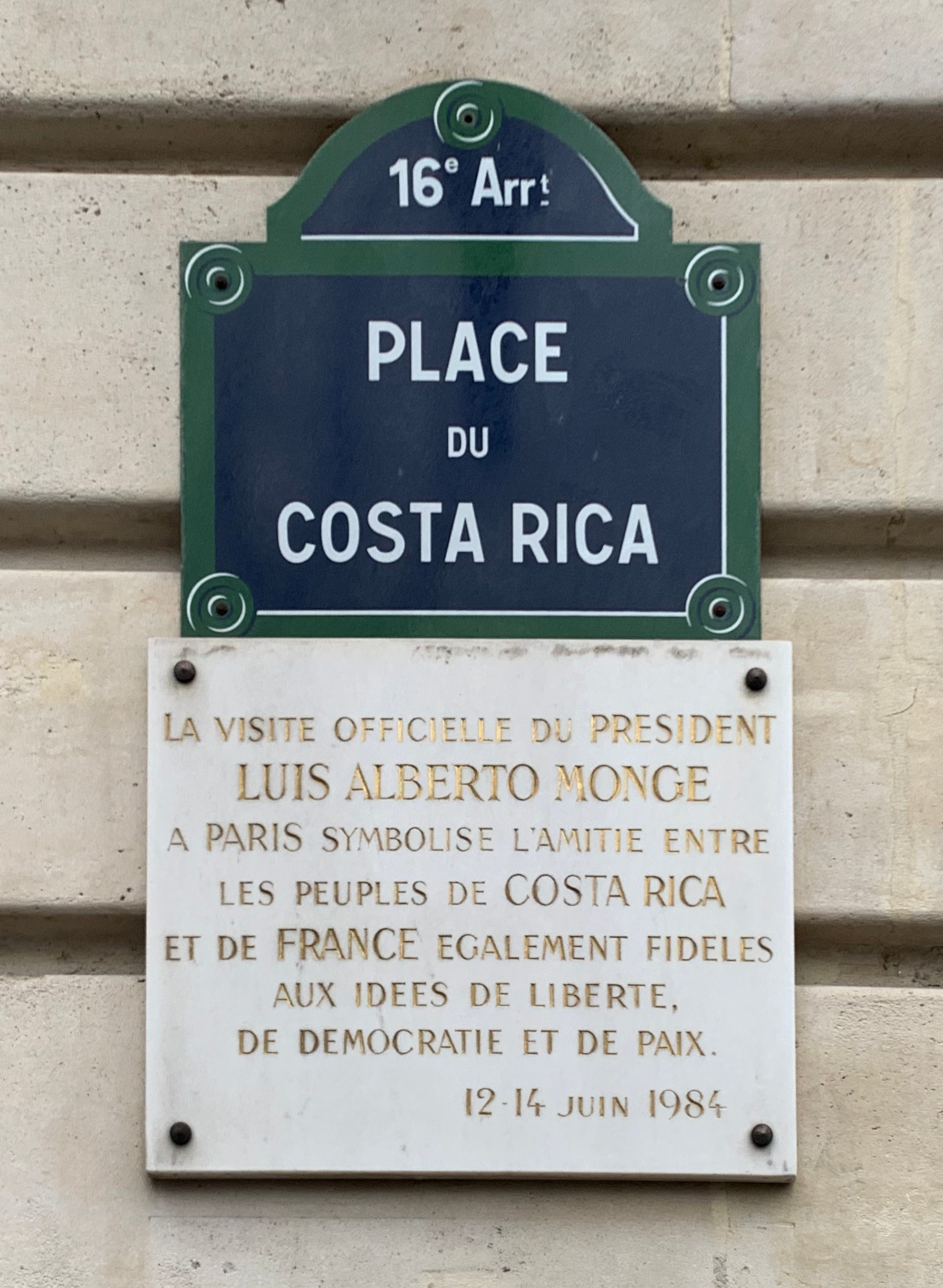
Plaque commémorative du voyage à Paris (12-14 juin 1984) apposée place du Costa-Rica (ou « place de Costa-Rica »), place située dans le 16e arrondissement de Paris.

Avant de devenir président en 1982, Luis Alberto Monge est ambassadeur en Israël et est l'un des membres fondateurs du Parti de la libération nationale (PLN) en 1951. Il est également élu député à 24 ans, faisant de lui un des plus jeunes membre du parlement.
Monge hérite d'un pays pauvre et désemparé. Les plus grands problèmes de sa présidence ont été traités : la crise économique ingérable, la dette étrangère et la crise des Contras sandinistes impliquant le Nicaragua, les États-Unis et la région frontalière du nord du Costa Rica.
Concernant la situation économique du pays, il lance des programmes austères de réduction des dépenses publiques, supprime des taxes à l'exportation et à la production, réforme la loi monétaire, et contraint toutes les devises étrangères à passer par le système bancaire national. Une grande partie de ses efforts portent leurs fruits, réduisant l'inflation et le chômage.
Durant le mandat de Monge, le Costa Rica se proclame en alignement avec toutes les « démocraties occidentales » et commence à travailler en étroite collaboration avec les gouvernements du Honduras, du Salvador et du Guatemala, tandis que ses relations avec le Nicaragua continuent à se détériorer.
Peu de temps après être devenu président, Monge voyage en Israël, où, ignorant la Résolution 478 du Conseil de sécurité des Nations unies, il hisse le drapeau national sur les bâtiments de l'ambassade du Costa Rica. Il définit son action comme « l'exercice de la souveraineté ».